# Кея (Прахова)
Кея (рум. Cheia) — село у повіті Прахова в Румунії. Входить до складу комуни Менечу.
Село розташоване на відстані 114 км на північ від Бухареста, 58 км на північ від Плоєшті, 33 км на південний схід від Брашова.

## Населення
За даними перепису населення 2002 року у селі проживали 362 особи, з них 360 осіб (99,4%) румунів. Рідною мовою 360 осіб (99,4%) назвали румунську.